# Nynke
Nynke is de Nederlandse kostuumdrama-verfilming van het leven van Nynke van Hichtum, onder regie van Pieter Verhoeff uit 2001.
De film heeft als internationale titel The moving true story of a Woman ahead of her Time.

## Verhaal
Nynke van Hichtum, het pseudoniem van kinderboekenschrijfster Sjoukje Bokma de Boer, leidt een mooi leven met Pieter Jelles Troelstra. Ze houden beiden van literatuur en poëzie, totdat Troelstra gefascineerd raakt door het socialisme en hij wil dat Nynke de rol van huisvrouw op zich neemt. Dit valt haar echter zwaar en zij besluit tot een scheiding, iets wat begin 20e eeuw niet gebruikelijk was.

## Rolverdeling
- Monic Hendrickx: Nynke van Hichtum
- Jeroen Willems: Pieter Jelles Troelstra
- Peter Tuinman: Vader Pieter Jelles
- Rients Gratama: Vader Sjouke Bokma De Boer
- Carine Crutzen: Cornélie Huygens
- Joke Tjalsma: Nelly van Kol
- Porgy Franssen: Professor Winkler
- Marijke Veugelers: Dokter Fischer
- Gonny Gaakeer: Sjoukje Oosterbaan
- Astrid Reitsema: Hiltsje
- Hilbert Dijkstra: Tjalling Halbertsma
- Coby Faber: Dieuwke
- Aus Greidanus jr.: Van der Laan
- Maiko Kemper: Bahlmann
- Freark Smink: Dokter
- Hiske van der Linden: Kuuroorddame
- Onnojens van der Werf: Jelle
- Ineke Veenhoven: Haagse Mevrouw
- Maarten Wansink: van Kol
- Rense Westra: Japik de Jong
- Joop Wittermans: Hoofdconducteur

## Prijzen
- (winnaar) Gouden kalf - voor beste actrice (Monic Hendrickx)
- (nominatie) Gouden kalf - voor beste acteur (Jeroen Willems)
- (nominatie) Gouden kalf - voor beste regisseur
- Gouden film - voor 100.000 bezoekers
- 3e plaats op het Emden internationaal filmfestival
- (winnaar) beste actrice (Jury award) op het Newport Beach film festival.